# La serie di Oxford
La serie di Oxford (Crìmenes imperceptibles) è un romanzo dell'autore argentino Guillermo Martínez, pubblicato nel 2003. La prima edizione italiana è del 2004 tradotta da Jole Da Rin. Nel 2021 esce la nuova traduzione di Valeria Raimondi per i tipi di Marsilio.
La storia racconta di un professore di logica, il quale, insieme a uno studente, indaga su una serie di strani delitti, basati su una serie matematica a Oxford, Inghilterra. Il libro è stato tradotto in numerose lingue, conseguendo numerosi riconoscimenti letterari.

## Trama
In questo thriller, i simboli matematici sono la chiave di una misteriosa serie di delitti.
Ogni nuova morte è accompagnata da un diverso simbolo matematico, il primo è un cerchio perfetto.
La prima vittima è Mrs Eagleton, la padrona di casa del giovane matematico argentino che narra la storia.
Appare evidente che per fermare il killer seriale occorra che qualcuno riesca a trovare il simbolo successivo della sequenza.
Il ragazzo è accompagnato in questo viaggio da uno dei massimi esperti di logica del secolo, Arthur Seldom.

## Al cinema
Nel 2008 il romanzo è stato trasposto nel film Oxford Murders - Teorema di un delitto, diretto da Álex de la Iglesia e interpretato da Elijah Wood e John Hurt.